# Nguyễn Phúc Đoan Thuận
Nguyễn Phúc Đoan Thuận (chữ Hán: 阮福端順; 20 tháng 8 năm 1820 – 29 tháng 5 năm 1854), phong hiệu Định Mỹ Công chúa (定美公主), là một công chúa con vua Minh Mạng nhà Nguyễn trong lịch sử Việt Nam.

## Tiểu sử
Công chúa Đoan Thuận sinh ngày 12 tháng 7 (âm lịch) năm Canh Thìn (1820), là con gái thứ 10 của vua Minh Mạng, mẹ là Cung nhân Trần Thị Nghiêm. Công chúa là người con thứ hai của bà Cung nhân, là chị em cùng mẹ với Phù Mỹ Quận công Miên Phú, Hà Thanh Quận công Miên Tống, Cảm Đức Công chúa Thục Thận và hoàng nữ thứ 19 chết yểu.
Năm Thiệu Trị thứ 2 (1842), công chúa Đoan Thuận lấy chồng là Phò mã Đô úy Đỗ Tài, người Gia Định, con trai của Thống chế Đỗ Quý. Công chúa và phò mã có với nhau hai con trai và hai con gái. Năm Tự Đức thứ 2 (1849), phò mã Tài mất.
Năm Tự Đức thứ 7 (1854), Giáp Dần, ngày 3 tháng 5 (âm lịch), công chúa Đoan Thuận qua đời, hưởng dương 35 tuổi, được truy tặng làm Định Mỹ Công chúa (定美公主), thụy là Nhu Tĩnh (柔靜). Tẩm mộ của bà được táng tại Dương Xuân Thượng (nay thuộc địa phận phường Thủy Xuân, Huế), gần đó là tẩm của Hà Thanh Quận công Miên Tống em bà.
Lúc đầu, công chúa Định Mỹ được thờ tại đền Triển Thân, năm Hàm Nghi thứ nhất (1885) cho hợp thờ ở đền Thân Huân.